# Cosaques de Sibérie

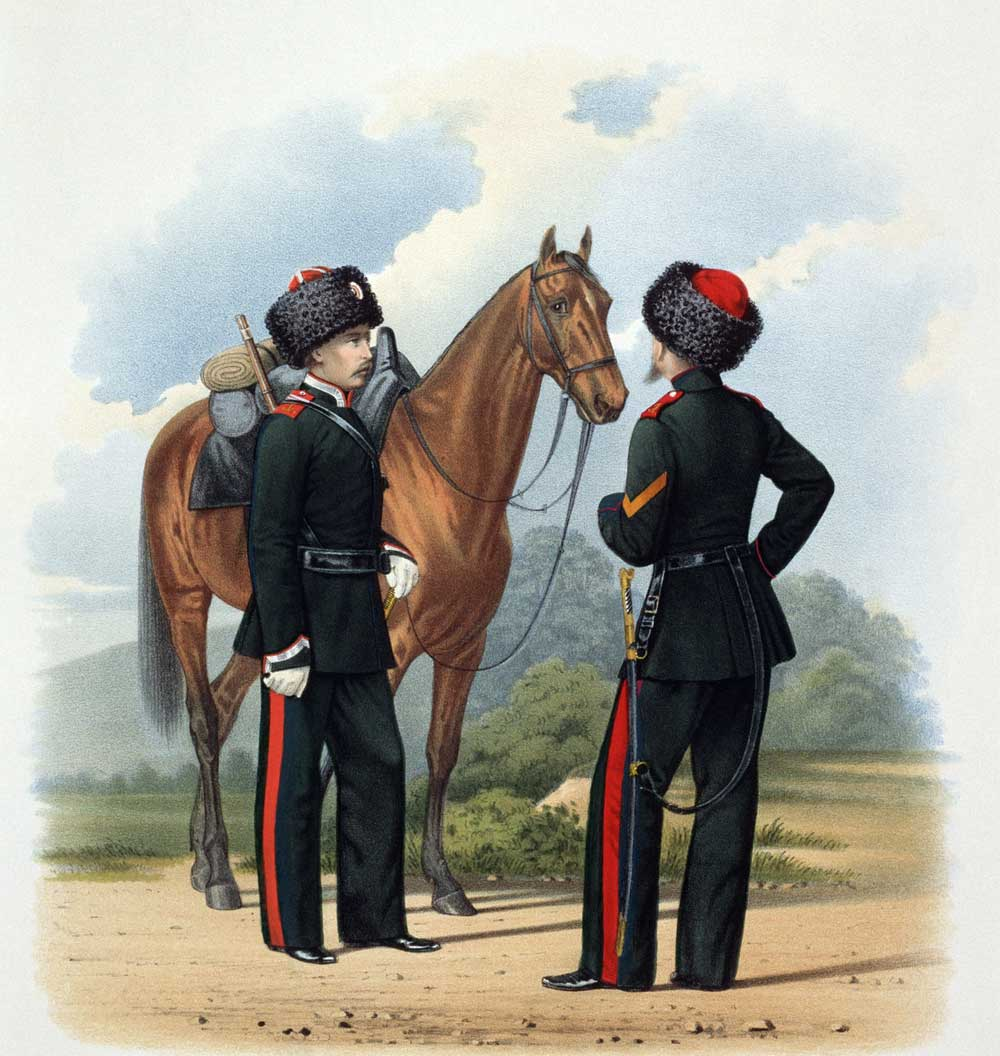
Cosaques de Sibérie et de Semiretchie en uniformes d’apparat.

Les cosaques de Sibérie (en russe : Сиби́рские казаки́) ou l’armée cosaque de ligne de Sibérie (Сиби́рское Линейное Каза́чье Во́йско) est une communauté cosaque de l’empire russe située en Sibérie. Elle apparut au XVIe siècle avec la conquête de la Sibérie par Ermak Timofeïévitch et exista jusqu’à la guerre civile russe. L’état-major était situé à Omsk.

## Histoire
La présence de cosaques en Sibérie remonte au XVIe siècle. L’armée cosaque remonte officiellement au 6 décembre 1582 (16 décembre dans le calendrier grégorien) : en récompense pour la prise du khanat de Sibir, la troupe de Ermak Timofeïévitch reçut alors le nom de « troupe armée du Tsar » (Царская Служилая Рать). C’est ainsi la troisième plus ancienne armée cosaque, après celles du Don et du Terek.
Au XVIIIe siècle les cosaques étaient chargés de garder les frontières, la « ligne » de Sibérie. C’est vers la fin du XVIIIe siècle et au début du XIXe siècle que l’armée cosaque est réellement formée, les régiments datant de 1808.
Les 4e, 5e, 7e et 8e régiments cosaques de Sibérie participèrent à la guerre russo-japonaise de 1904-1905.
Lors de la Première Guerre mondiale, 8 régiments, 3 sotnias et 3 batteries cosaques de Sibérie servent sur le front occidental et le front du Caucase.
Après la révolution, les cosaques de Sibérie s’engagent principalement dans les armées blanches aux côtés de l’amiral Alexandre Koltchak ou de façon plus indépendante comme l’ataman Boris Annenkov.
Lors de la Seconde Guerre mondiale, la plupart des cosaques de Sibérie combattent dans les rangs de l’armée rouge mais un petit groupe collabore avec les Allemands et forme le 2e régiment cosaque de Sibérie de la 1re division cosaque du 15e corps SS de cavalerie cosaque.

## Reformation

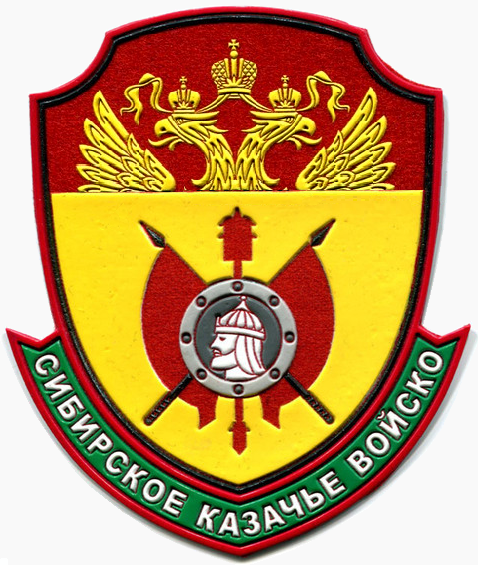
Insigne des cosaques de Sibérie reconnus par la fédération de Russie.

Après la chute du système soviétique, les cosaques de la fédération de Russie reconstituent leurs unités traditionnelles. Les cosaques de Sibérie sont officiellement enregistrés par la fédération de Russie depuis 1997.

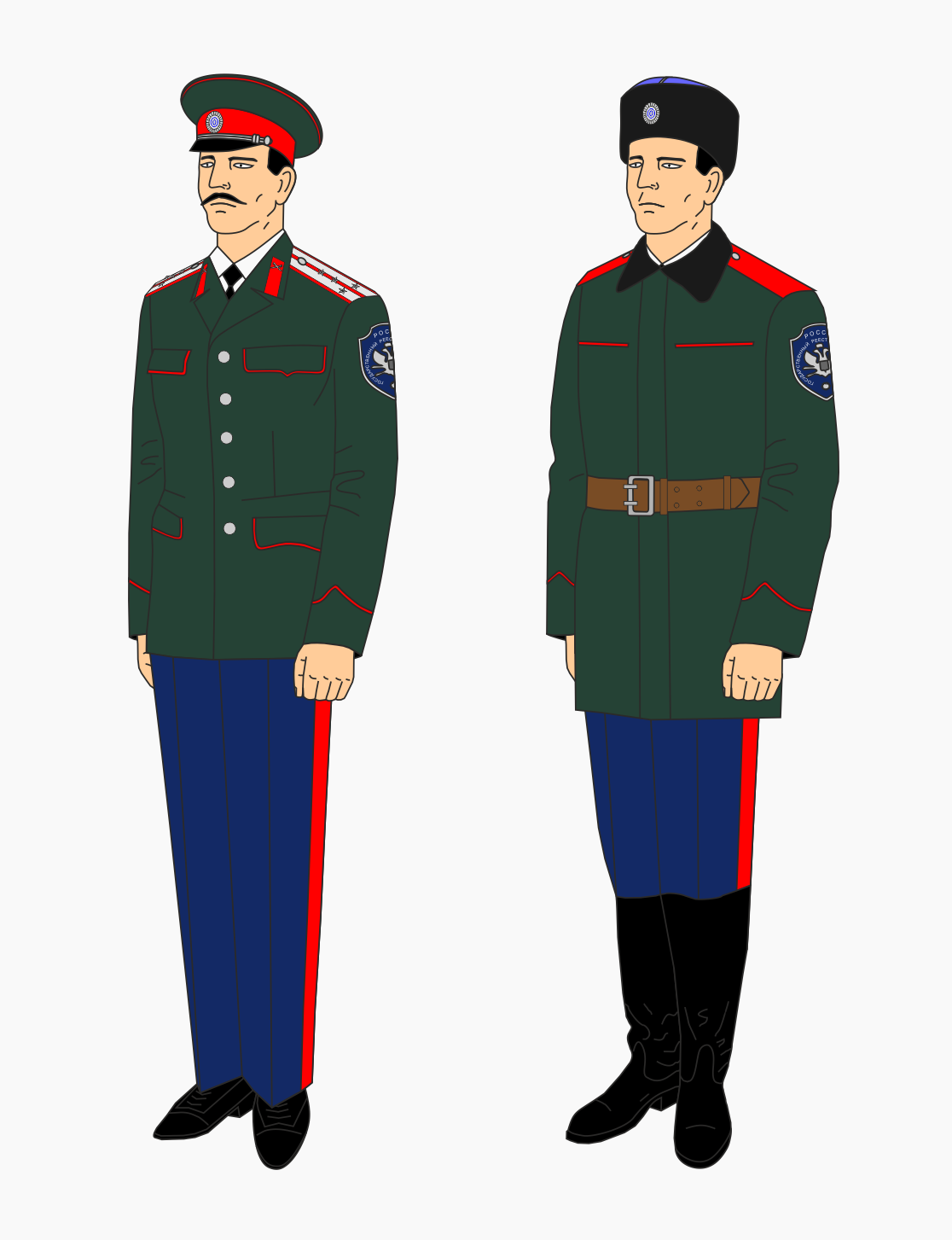
Costume actuel des cosaques de Sibérie reconnus par la fédération de Russie.

## Couleurs

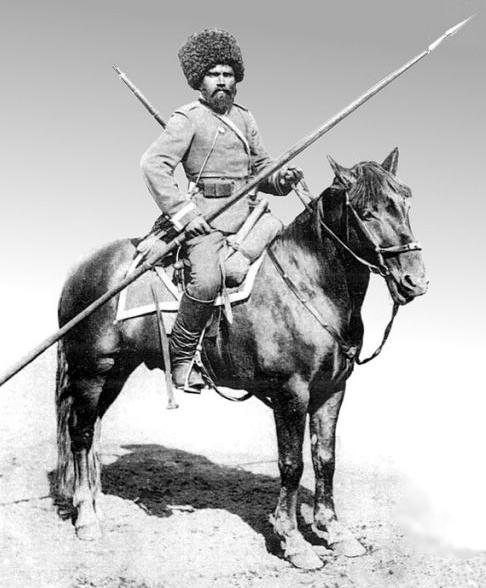
Cosaque de Sibérie, fin du XIXe siècle.

Les cosaques de Sibérie portent traditionnellement des bandes de pantalon, des pattes d’épaule et des casquettes à bandeaux vermeils sur un uniforme vert olive.

## Unités militaires
- 1er régiment cosaque de Sibérie « Ermak Timofeïévitch »
- 2e régiment cosaque de Sibérie
- 3e régiment cosaque de Sibérie
- 4e régiment cosaque de Sibérie
- 5e régiment cosaque de Sibérie
- 6e régiment cosaque de Sibérie
- 7e régiment cosaque de Sibérie
- 8e régiment cosaque de Sibérie
- 9e régiment cosaque de Sibérie
- Artillerie cosaque de Sibérie